# Chelidonium
Chelidonium (L., 1753) è un genere di piante appartenente alla famiglia delle Papaveraceae, diffuso in Eurasia e Nordafrica.

## Distribuzione e habitat
Il genere Chelidonium ha un areale prevalentemente eurasiatico, anche se si può trovare in Nordafrica o in altri luoghi, come specie introdotta. Inoltre, mentre C. majus ha una diffusione centrata nel continente europeo, C. asiaticum è una specie originaria dell'Estremo Oriente.

## Tassonomia
All'interno del genere Chelidonium sono attualmente incluse due sole specie:
- Chelidonium asiaticum (H.Hara) Krahulc.
- Chelidonium majus L.